# Галерея канделябрів
Галерея канделябрів (італ. Galleria dei Candelabri) — одна з трьох галерей Superiori у Ватикані, в Папському палаці. Була заснована у 1761 році.
Спершу приміщення галереї було побудоване як відкрита лоджія, а наприкінці 18 століття лоджію замурували. Довжина галереї становить 80 м, колонами вона поділена на 6 частин. Стеля була розписана в 1883—1887 роках. Свою назву Галерея канделябрів (свічників) отримала він мармурових канделябрів з Отриколі (II століття), які в ній зберігаються.
В галереї представлені пам'ятники класичного мистецтва — римські копії грецьких оригіналів елліністичного періоду III—I століття до н. е.: саркофаг із зображенням сцени вбивства дітей Ніоби, Артеміда Ефеська (II століття), Перський воїн (III століття до н. е.), статуї Аполлона, Аталанти, а також фрески (II століття) із зображенням сатирів і німф. Відома невелика статуя «Дитина і гусак» (копія бронзового оригіналу III століття до н. е.).

## Галерея

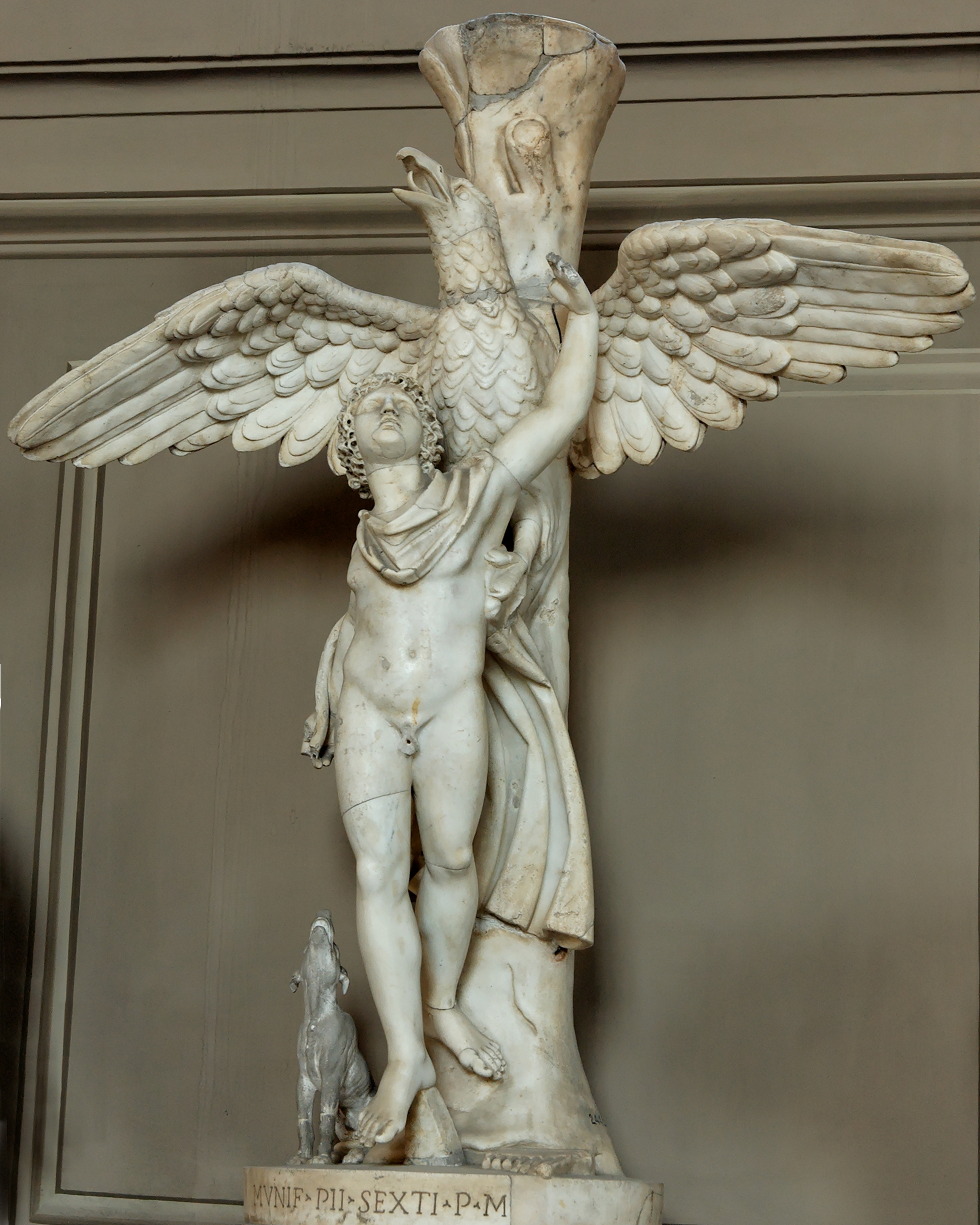
Ганімед та орел
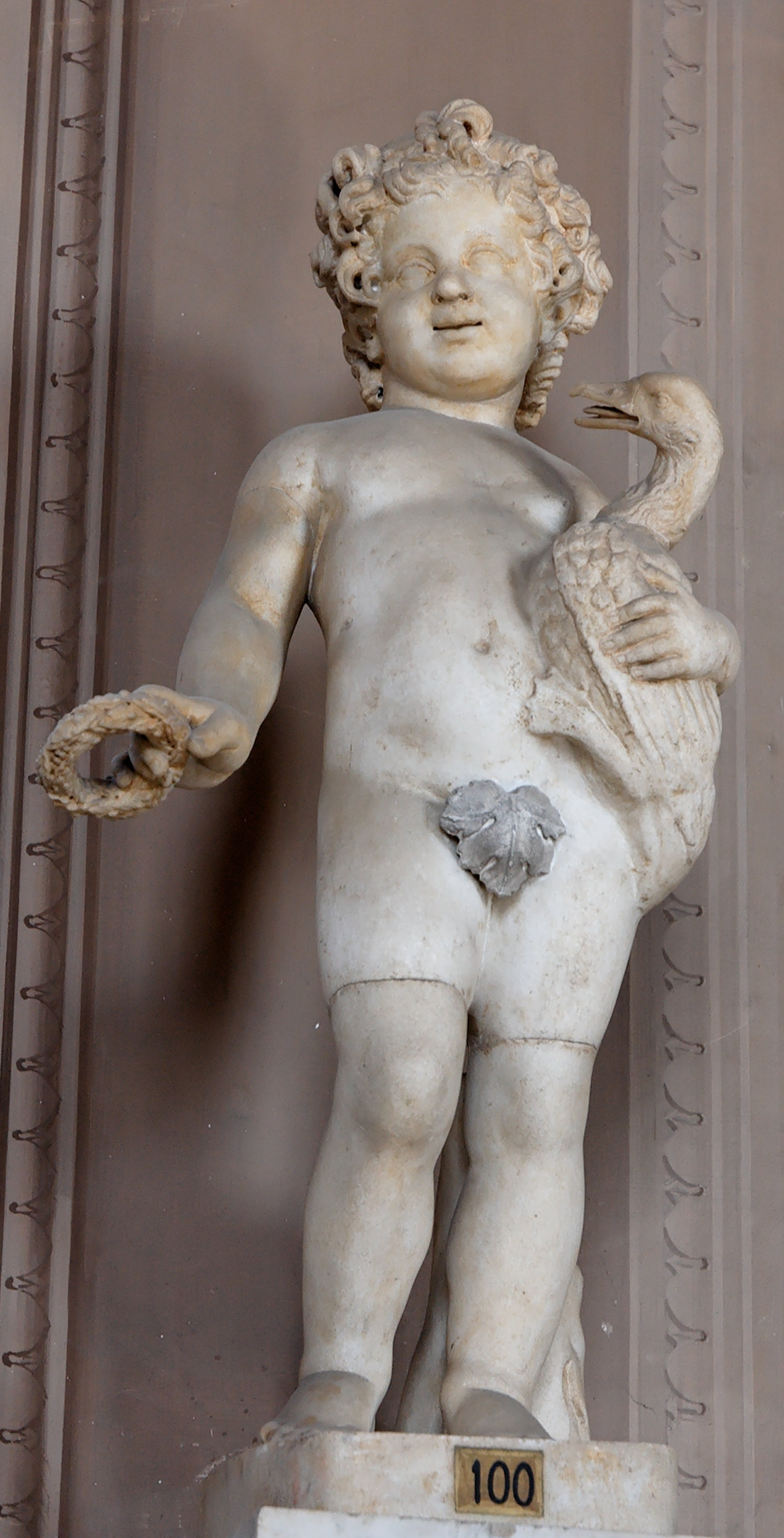
Дитина і гусак
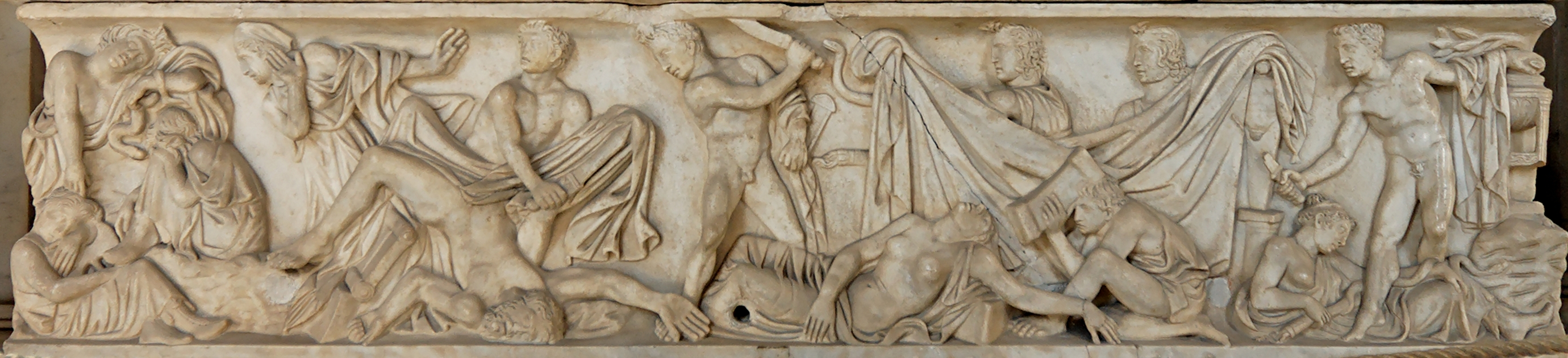
Міф про Ореста (деталь саркофага)